# Mèo mun

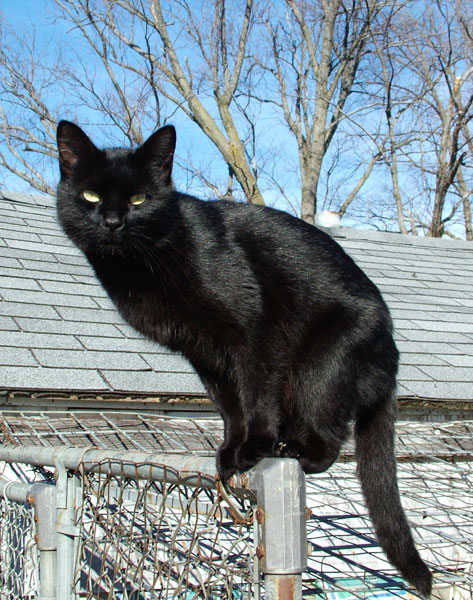
Một con mèo đen, người ta đồn chúng rằng thích ngồi trên những gác ba của ngọn cây, hoặc leo lên những nóc nhà nhìn trừng trừng xuống

Mèo mun hay còn gọi là mèo đen, mèo ma, hắc miêu hay linh miêu là những con mèo có bộ lông màu đen hay đen tuyền. Nguyên nhân là do sắc tố đen ảnh hưởng trong quá trình di truyền. Có nhiều truyền thuyết về mèo đen, nhưng nhìn chung, trong văn hóa, chúng được mô tả một cách khá tích cực, là hiện thân của thần linh, xua đuổi ma quỷ, ai làm hại đến nó sẽ bị ma quỷ ám toán, ăn mèo đen khó đầu thai.

## Trong văn hóa

### Niềm tin
Mèo đen bị coi là ma quỷ, ví dụ như nó không mang lại may mắn thậm chí là điềm xui xẻo, thường đi liền với những mụ phù thủy trong nhiều nền văn hoá Trung cổ. Mèo đen thường được coi là biểu hiện của điềm xấu. Điển hình là niềm tin về việc một con mèo đen băng ngang đường người nào đang đi thì người đó sẽ gặp xui xẻo, hoặc chuyện mèo là những phụ tá cho các mụ phù thủy, giúp các mụ gia tăng công lực. Theo quan niệm của phương Tây và trong văn hóa nhiều quốc gia châu Âu, mèo đen là một trong những biểu tượng của sự đen đủi, sự xuất hiện của mèo đen thường mang tới vận rủi.
Vào thế kỷ 14, thời Trung cổ ở châu Âu, mèo bị kết án là sứ giả của quỷ, là hiện thân của phù thủy và bị thiêu sống trên giàn hỏa, hoặc bị ném từ tháp cao xuống nền đá cho đến chết. Vào thế kỷ XVII, mèo đen là cặp đôi với phù thủy, thay vì được tôn thờ, nó lại trở thành một con vật đáng sợ. Chúng được sử dụng trong những nghi lễ hiến tế như là vật hi sinh. Ở Ai-len, khi một con mèo đen đi qua trước mặt thì có nghĩa rằng bệnh tật sẽ đến. Ở Roma, Moldavia và Cộng hòa Séc, quan niệm một con mèo đen đi ngang qua trước mặt sẽ mang lại điềm xui vẫn còn tồn tại cho đến ngày nay.
Trong thế giới Hồi giáo, con mèo được ưa chuộng hơn, kể cả mèo đen. Con mèo đen tuyền có những thuộc tính ma thuật. Người ta ăn thịt mèo đen để tu luyện trở thành thuật sĩ, nếu đeo lá lách của mèo đen vào cho người đàn bà đang có kinh sẽ làm người ấy hết kinh. Dùng máu mèo đen thay mực, có thể viết nên những áng văn mê hồn. Ở Việt Nam, trong truyền thuyết, mèo đen tuyền được coi là linh miêu. Người chết chưa khâm liệm nếu không canh kỹ, để linh miêu nhảy qua, xác chết sẽ bật dậy ngay. Mèo ma nhất là loại sinh vào giờ Mão (5 - 7 giờ sáng), tháng Mão, năm Mão, bị nghi ngờ có liên hệ với cõi âm nhiều nhất. Người ta cho rằng, mèo gào vào nửa đêm là điềm báo sẽ có tai ương, kêu 7 tiếng thì sẽ có người phải lìa đời, còn kêu 9 tiếng thì như oan hồn người chết về nhập vào con mèo như muốn đi đòi mạng người còn sống. Những con mèo hay gào vào đêm người ta cho rằng chúng là quỷ dữ, chuyên báo hiệu cái chết.
Cao mèo đen được lưu truyền là thần dược giúp trị một số bệnh nhưng không có tác dụng thật sự, cũng chỉ như máu gà, máu chó, máu vịt.., hay thậm chí là máu người được đun lên.

### Linh miêu
Linh miêu theo truyền thuyết (trong sự tích về linh miêu và theo chuyện kể dân gian miệt vườn Đồng Tháp Mười) là một loại mèo ma, được sinh ra từ cuộc hôn phối rừng rú ngẫu nhiên và hiếm có giữa con mèo cái đen tuyền với một con rắn hổ chỉ ăn loại thịt duy nhất là thịt cóc, linh miêu ra đời không phải ở một làng xóm, ở một ngôi nhà có chủ nào, mà thường ra đời trong một ngôi miếu hoang, một bờ ao vắng, hoặc dưới một khu đầm lầy lau lách. Đây là loài mèo đen đặc chủng, toàn thân có màu đen, thường điểm một chòm lông màu vàng đậm giữa trán chỉ nhỏ bằng đồng tiền cổ mà người ta cho đó là con mắt thứ ba giúp loài mèo này có thể nhìn thấy và liên lạc được với ma quỷ vô hình, để cùng hợp lực khiến người chết ngồi dậy thành quỷ nhập tràng, loài mèo này mắt sáng và chói đỏ trong bóng tối như hai cục than giữa gió, phừng phừng lửa giận.
Đặc điểm của linh miêu là rất thích ăn trứng gà sống, thích rình bắt và cắn cổ gà cho đến chết rồi nhai xương, thức ăn của linh miêu cũng theo khẩu vị của loại rắn hổ có viền đen trên cổ, nghĩa là rất khoái ăn thịt cóc sống. Nó lớn lên nhanh hơn nhiều so với đồng loại, càng lớn móng vuốt của nó càng dài, càng bén nhọn như dao, đặc biệt đôi mắt thường toát lên những tia nhìn dữ tợn, đầy ma lực. Khi trưởng thành, linh miêu quay trở về nơi mẹ của nó từng sinh sống, thích ngồi trên những gác ba của ngọn cây, hoặc leo lên những nóc nhà nhìn xuống. Nếu nửa đêm, những sinh vật nào gặp tia mắt đỏ ngầu của linh miêu trừng nhìn, tức khắc chúng sẽ trở nên tê liệt không cử động được, như các loài chuột, loài chim, sẽ phải đứng im như chết để đợi linh miêu đến gần vồ lấy ăn thịt, hoặc dùng móng vuốt cào xé, giỡn hớt dưới ánh trăng một lúc lâu, rồi mới vứt xác ra xa như vứt một món đồ chơi đã chán. Người ta đồn, nếu linh miêu bất ngờ nhảy qua một thi hài đang khâm liệm trong nhà, thì người chết ấy sẽ từ từ ngồi dậy thành quỷ nhập tràng.

## Văn hóa đại chúng

Mèo Luna trong Sailor Moon Crystal

Trong bộ truyện tranh Thủy thủ Mặt Trăng có chú mèo đen tên là mèo Luna, là một con mèo cái biết nói và là cố vấn cho Usagi Tsukino và là người đầu tiên phát hiện ra sức mạnh của Usagi, nhưng vào thời điểm đó Luna không nhận ra Usagi là Công chúa Serenity. Tên của Luna có nghĩa là "mặt trăng" bằng tiếng Latinh và nhiều thứ tiếng có nguồn gốc từ nó. Luna thức tỉnh Ami Mizuno, Rei Hino và Makoto Kino để họ trở thành Sailor Senshi cũng như đánh thức Usagi trở thành Sailor Moon.
Trong phim Sabrina - Cô phù thủy nhỏ thì mèo Salem (tên đầy đủ là Salem Saberhagen) là một pháp sư bị biến thành con mèo đen biết nói vì bị kết án làm mèo. Salem được gửi đến sống với Hilda Spellman. Salem cũng có một trái tim và một khía cạnh mềm yếu mà không thể hiện thường xuyên, đặc biệt là rất yêu quý cô chủ Sabrina. Ngoài ra, rất nhạy cảm và khóc thường xuyên. Salem vui vẻ và rất trung thành. Cùng với Sabrina, chú mèo này là nhân vật duy nhất xuất hiện xuyên suốt ở tất cả các tập của tất cả bảy phần của bộ phim, nó sống cùng cô phù thủy nhỏ Sabrina. Salem thường đưa ra lời khuyên cho Sabrina nhưng cuối cùng lại thành xúi dại.